# أفغاني (عملة)
الأفغاني (بالبشتوية: افغانۍ، بالدرية: افغانی) هي عملة أفغانستان الرسمية المشتملة على 100 پول.

## تاريخ
عرضت عملة الأفغاني في الأسواق لأول مرة في عام 1925 لتحل محل العملة القديمة الروبية الأفغانية. قدر الأفغاني في عام 1936 بحوالي 4 روبيات أي 4 = 1. وفي سنة 1940، قدر أفغانى إلى الدولار الأمريكي على أساس المعدلات في الجدول التالي:
| قيمة مشبك من أول الأفغاني | قيمة مشبك من أول الأفغاني          |
| تاريخ العرض               | قيمة الدولار الأمريكي في الأفغانية |
| ------------------------- | ---------------------------------- |
| 1940                      | 13                                 |
| 1947                      | 13.44                              |
| 1948                      | 14.17                              |
| 1949                      | 16.8                               |
| 1956                      | 20                                 |
| 1963                      | 45                                 |
| 1982                      | 50.6                               |

بين عامي 1979 و1982 ومرة أخرى من عام 1992، بدأ تعويم قيمة الأفغاني.
قبل الغزو الأمريكي لأفغانستان، كان أمراء الحرب والأحزاب السياسية والقوى الاجنبية يقومون بعمليات تزوير كبيرة للأوراق النقدية الخاصة بالأفغاني.و في ديسمبر عام 1996، بعد وقت قصير من سيطرة حركة طالبان سيطرت على أفغانستان، وأعلن أن الأفغاني أصبح دون قيمة.
بين 7 أكتوبر عام 2002، و2 كانون الثاني، 2003، تم إدخال الأفغاني الجديد مع الرمز أيزو 4217 (AFN).
وفي عام 2005، تم إدخال العملات المعدنية من فئة 1 و2 و5 أفغاني.

## العملات المعدنية
|  |  | 1 أفغاني (1961) | 23 ملم | 4.0 جرام  | نيكل مطلي بالصلب   | مقصب | القمح واسم البلد والسنة. (السنة ١٣٤٠ حسب التقويم الإيراني أي 1961 م). | القيمة ونجوم وجملة "یوة ١ افغاني" (أفغاني واحد). |
|  |  | 1 أفغاني        | 20 ملم | 3.25 جرام | نحاس مطلي بالفولاذ | عادي | شعار أفغانستان                                                        | التسمية والقيمة                                  |
|  |  | 2 أفغاني        | 22 ملم | 4.1 جرام  | فولاذ مقاوم للصدأ  | عادي | شعار أفغانستان                                                        | التسمية والقيمة                                  |
|  |  | 5 أفغاني        | 24 ملم | 5.08 جرام | نحاس أصفر          | مقصب | شعار أفغانستان                                                        | التسمية والقيمة                                  |

## الأوراق النقدية
أصدرت أورق نقدية من فئات 5 و10 و50 أفغاني بين عامي 1925 و1928. تبعتها 2 و20 و100 أفغاني في عام 1936. تولى المصرف المركزي الأفغاني إنتاج النقود الورقية في عام 1939 وأصدر أوراق نقدية من فئات 2 و5 و10 و20، 50 و100 و500 و1,000 أفغاني. استبدالت ورقتي 2 و5 أفغاني بعملات معدنية في عام 1958. وأصدرت 5000 و10,000 أفغاني في عام 1993.

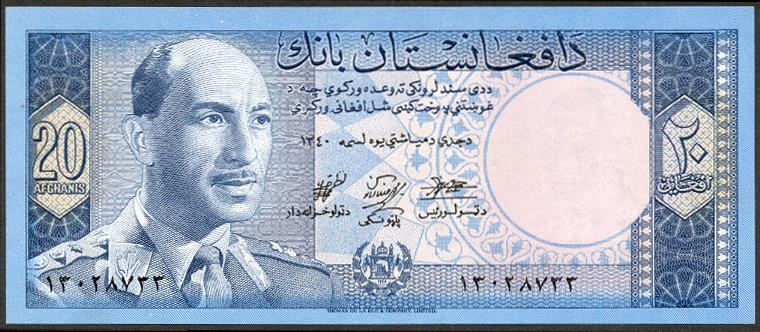
وجه ورقة 20 أفغاني من العهد الملكي (1963)
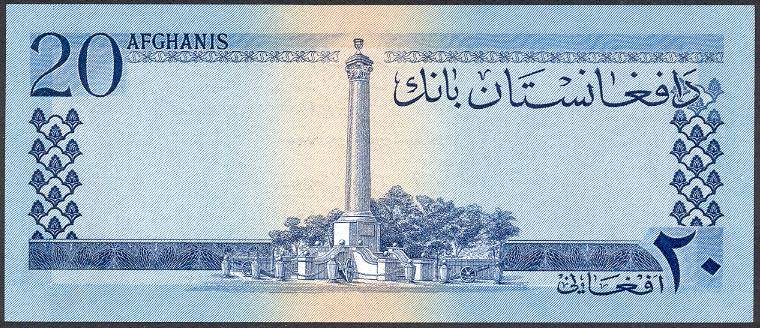
ظهر ورقة 20 أفغاني من العهد الملكي (1963)
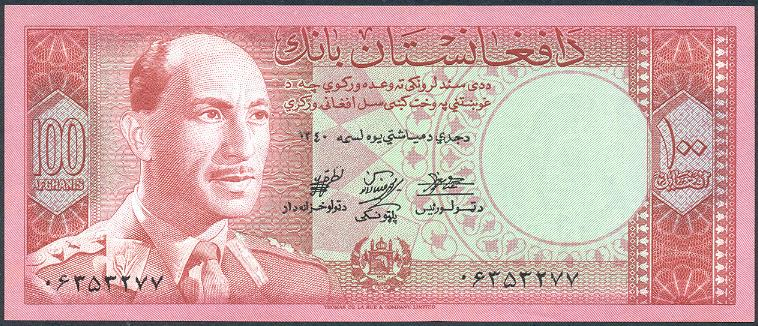
وجه ورقة 100 أفغاني من العهد الملكي (1963)
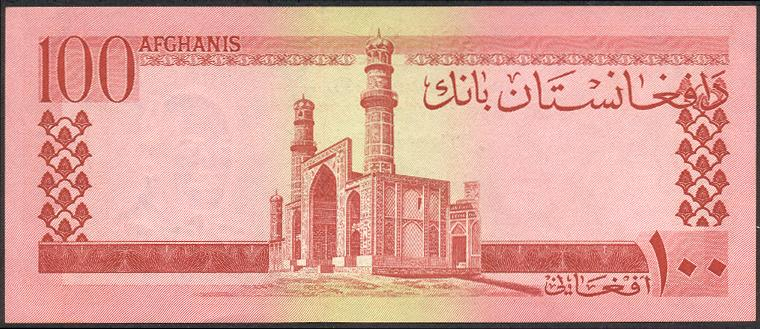
ظهر ورقة 100 أفغاني من العهد الملكي (1963)

| سلسلة 1978 | سلسلة 1978 | سلسلة 1978    | سلسلة 1978   | سلسلة 1978    | سلسلة 1978                                   | سلسلة 1978                  |
| الصورة     | الصورة     | القيمة        | الأبعاد      | اللون الأساسي | الوصف                                        | الوصف                       |
| الوجه      | الظهر      | القيمة        | الأبعاد      | اللون الأساسي | الوجه                                        | الظهر                       |
| ---------- | ---------- | ------------- | ------------ | ------------- | -------------------------------------------- | --------------------------- |
|            |            | 10 أفغاني     | 115 × 52 ملم | أخضر          | شعار المصرف المركزي الأفغاني                 | سالانج باس                  |
|            |            | 20 أفغاني     | 125 × 56 ملم | برتقالي       | شعار المصرف المركزي الأفغاني                 | متنزه باند إي أمير الوطني   |
|            |            | 50 أفغاني     | 134 × 58 ملم | فيروزي        | شعار المصرف المركزي الأفغاني                 | قصر دار الأمان              |
|            |            | 100 أفغاني    | 142 × 62 ملم | وردي          | شعار المصرف المركزي الأفغاني وفلاح           | سد ومحطة الطاقة الكهرومائية |
|            |            | 500 أفغاني    | 151 × 66 ملم | بنفسجي        | شعار المصرف المركزي الأفغاني ولاعبوا بوزكاشي | بالا حصار                   |
|            |            | 500 أفغاني    | 151 × 66 ملم | برتقالي وأخضر | شعار المصرف المركزي الأفغاني ولاعبوا بوزكاشي | بالا حصار                   |
|            |            | 1,000 أفغاني  | 160 × 70 ملم | بني           | شعار المصرف المركزي الأفغاني والمسجد الأزرق  | طق ظفر                      |
|            |            | 5,000 أفغاني  | 165 × 74 ملم | بنفسجي        | شعار المصرف المركزي الأفغاني ومسجد بل خشتي   | ضريح أحمد شاه الدراني       |
|            |            | 10,000 أفغاني | 170 × 77 ملم | فيروزي        | شعار المصرف المركزي الأفغاني ومسجد الجمعة    | قلعة بست                    |

أصدرت سلسلة جديدة في 7 أكتوبر 2002 من فئات1 و2 و5 و10 و20 و50 و100 و500 و1,000 أفغاني. استبدلت ورقة 5 أفغاني بعملات معدنية في عام 2005.
| سلسلة 2002 | سلسلة 2002 | سلسلة 2002   | سلسلة 2002   | سلسلة 2002    | سلسلة 2002                                | سلسلة 2002                    | سلسلة 2002 |
| الصورة     | الصورة     | القيمة       | الأبعاد      | اللون الأساسي | الوصف                                     | الوصف                         |            |
| الوجه      | الظهر      | القيمة       | الأبعاد      | اللون الأساسي | الوجه                                     | الظهر                         |            |
| ---------- | ---------- | ------------ | ------------ | ------------- | ----------------------------------------- | ----------------------------- | ---------- |
|            |            | 1 أفغاني     | 131 × 55 ملم | وردي          | شعار المصرف المركزي الأفغاني ويوكراتيدس 1 | مسجد في مزار شريف             |            |
|            |            | 2 أفغاني     | 131 × 55 ملم | أزرق          | شعار المصرف المركزي الأفغاني ويوكراتيدس 1 | طق ظفر                        |            |
|            |            | 5 أفغاني     | 131 × 55 ملم | بني           | شعار المصرف المركزي الأفغاني ويوكراتيدس 1 | بالا حصار                     |            |
|            |            | 10 أفغاني    | 136 × 56 ملم | أصفر مزرق     | ضريح أحمد شاه الدراني، قندهار             | طق ظفر                        |            |
|            |            | 20 أفغاني    | 140 × 58 ملم | بني           | ضريح محمود الغزنوي                        | القصر الرئاسي                 |            |
|            |            | 50 أفغاني    | 144 × 60 ملم | أخضر داكن     | مسجد شاه دو شامشيرا                       | سالانج باس                    |            |
|            |            | 100 أفغاني   | 148 × 62 ملم | أرجواني       | مسجد بل خشتي                              | قلعة بست                      |            |
|            |            | 500 أفغاني   | 152 × 64 ملم | أزرق          | مسجد الجمعة                               | برج مطار أحمد شاه بابا الدولي |            |
|            |            | 1,000 أفغاني | 156 × 66 ملم | برتقالي       | المسجد الأزرق، مزار شريف                  | ضريح أحمد شاه الدراني         |            |